# ایندی ده فرومه
ایندی ده فرومه (انگلیسی: Indy de Vroome؛ زادهٔ ۲۱ مهٔ ۱۹۹۶) یک تنیس‌باز اهل هلند است.